# Kujula Kadphises
Kujula Kadphises (kushan: Κοζουλου Καδφιζου, o Κοζολα Καδαφες, pāli: Kujula Kasasa, antico cinese:丘就卻, Qiujiuque; fl. I secolo) è stato il principe Kushan che unificò la confederazione Yuezhi nel I secolo, diventando il primo imperatore Kushan.
Il suo regno durò dal 30 all'80. Secondo l'Inscrizione di Rabatak si tratta del nonno del grande re Kushan Kanishka.

## Storia
Le origini di Kujula Kadphises sono abbastanza oscure, e spesso viene considerato un discendente del re Kushan Heraios, o lui stesso. È comunque interessante il fatto che Kujula condivida il nome (kushan: Κοζουλου in alcune monete "Hermaeus", o Κοζολα nelle monete Augustus) con alcuni degli ultimi regnanti Indo-sciti, come Liaka Kusulaka (greco: Λιακα Κοζουλο), o il figlio Patika Kusulaka, il che farebbe supporre legami familiari.
L'ascesa al potere di Kujula Kadphises viene descritta nella cronaca cinese intitolata Libro degli Han posteriori:
(Libro degli Han posteriori)
Nel suo processo di espansione verso est, Kujula Kadphises ed il figlio Vima Takto sembrano aver attaccato il regno indo-parto, creato in India nord-occidentale dal sovrano Gondofare a partire dal 20 circa:
Si pensa che questa invasione di Kujula Kadphises sia avvenuta durante i regni di Abdagase e Sases, successori di Gondofare, dopo il 45.

## Monetazione
Molte delle monete di Kujula erano di ispirazione greca. Queste monete riportano immagine, nome e titolo del re indo-greco Ermeo su una faccia, il che dimostra che Kujula voleva proclamarsi a capo del regno indo-greco. Dato che i Kushan ed i loro predecessori Yuezhi avevano adottato lingua e monetazione greca, l'uso di Hermaeus non poteva essere accidentale: esprime un legame di alleanza tra Kujula Kadphises e Ermeo (probabilmente dovuto a Sapadbizes o Heraios), o semplicemente il desiderio di mostrarsi erede della tradizione e del prestigio indo-greco. Queste monete portano il nome di Kujula Kadphises in Kharoṣṭhī, con rappresentazione del semidio greco Eracle sull'altra faccia, ed i titoli ("Yavugasa") che presentavano Kujula come un "regnante" (non re), e probabile buddhista ("Dharmathidasa", seguace del Dharma). Le ultime monete, forse postume, lo indicano come "Maharajasa" o "Grande Re".

### Scrittura greca
La scrittura greca sulle monete di Kujula (e di tutti i Kushan con lui) è una forma barbara. Ad esempio, si pensa che ΣΤΗΡΟΣΣΥ sulle sue monete Hermaeus sia una derivazione di ΣΩΤΗΡΟΣ (Sotiros), titolo tradizionale di Hermaeus sulle sue monete. Il termine greco per "re" si scrive ΒΑϹΙΛΕΩΣ, con sia un sigma a mezzaluna (Ϲ) che uno normale (Σ) nella stessa parola.
I Kushan aggiunsero anche un carattere alla scrittura greca: si tratta della lettera Ϸ, corrispondente al suono "Sh", come in "Kushan".

### Monete del Buddha

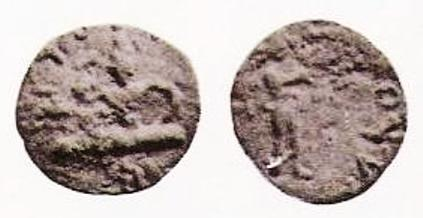
Moneta in rame di Kujula che si dice rappresenti il Buddha su un lato, e Zeus sull'altro (Whitehead)

Alcune monetne di Kujula raffigurano anche un personaggio seduto a gambe incrociate, che si dice essere una delle prime rappresentazioni conosciute del Buddha su una moneta (Whitehead). Sfortunatamente l'attribuzione fatta da Whitehead di questa moneta a Kujula, ed il fatto che la persona raffigurata sia il Buddha, si sa ora essere scorretta. In realtà questa moneta appartiene al re Kushan Huvishka, pro-pronipote di Kujula. L'altra faccia rappresenta infatti Huvishka seduto. La prima moneta conosciuta raffigurante il Buddha fu battuta dal pronipote di Kujula (e padre di Huvishka) Kanishka.

### Monete i stile romano
Poche delle monete di Kujula Kadphises adottarono uno stile romano, con effigi molto somiglianti ad Augusto. Queste influenze sono legate agli scambi avvenuti con l'impero romano in questo periodo.